# Сицилианска експедиция
Сицилианската експедиция е военен поход през Пелопонеската война, при който през 413 – 415 година пр. н.е. атинският флот, с подкрепата на съюзници от Делоски морски съюз и Сегеста, прави опит да превземе Сиракуза на остров Сицилия, който от своя страна е поддържан от Коринт и Спарта.
След първоначални неуспехи, атиняните получават подкрепление под командването на Демостен в състав 73 триери и 5000 хоплити. Въпреки това те претърпяват тежко поражение във вътрешността на Сицилия, като всички участници в експедицията са убити или пленени и продадени в робство. Сицилианската експедиция е повратна точка в Пелопонеската война, сложила край на могъществото на Атина, макар войната да продължава още десетилетие.